# Anatomie

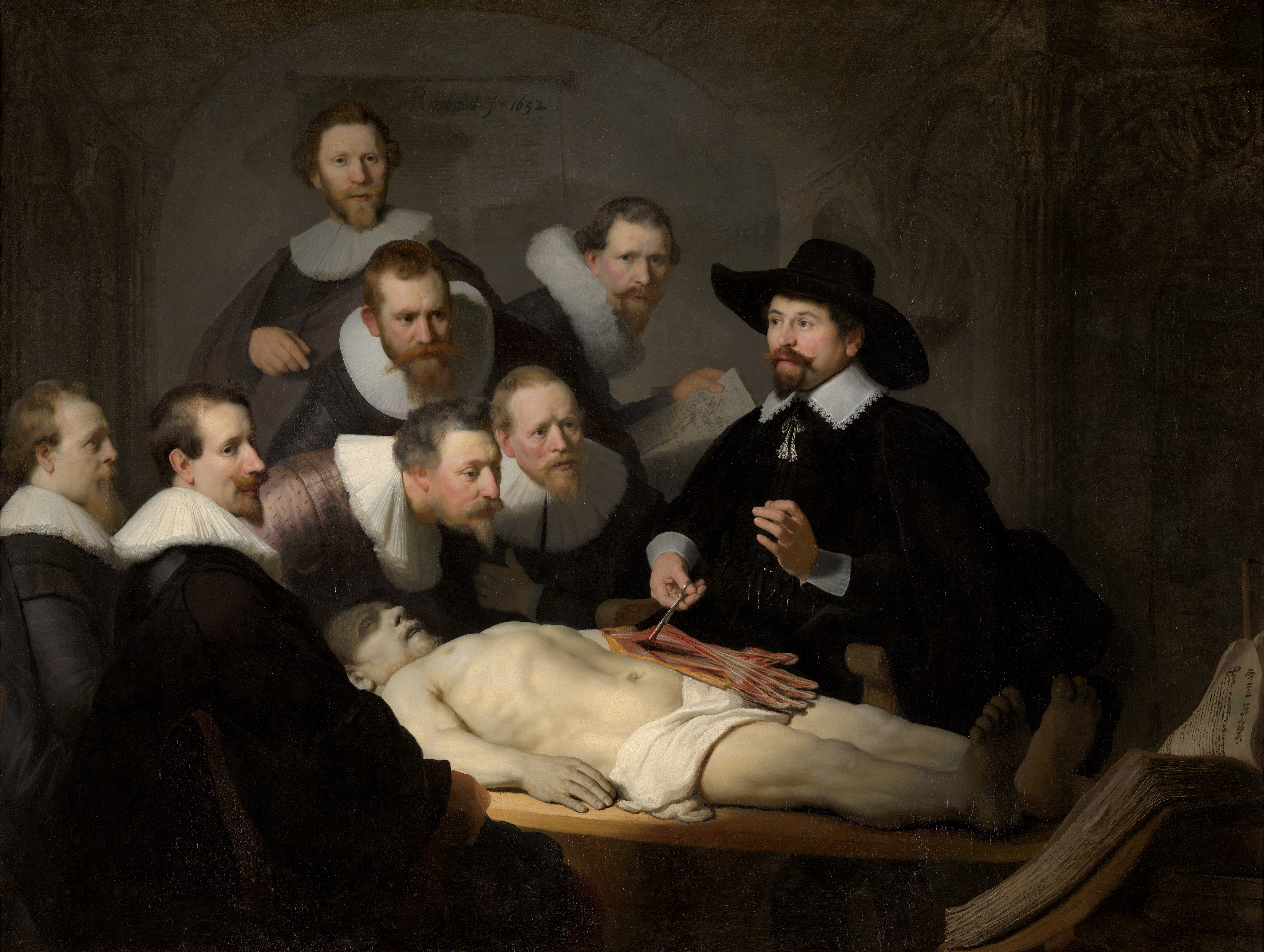
De anatomische les van Dr. Nicolaes Tulp, Rembrandt, Mauritshuis

Anatomie (Oudgrieks: ἀνατομή (anatomé), ἀνά (aná), op, open, en τομή (tomé), snede) is het onderdeel van de biologische morfologie dat de structuur en de organisatie van organismen behandelt. Daarbinnen worden zoötomie (dierlijke anatomie) en plantenanatomie onderscheiden.

## Plantenanatomie
De plantenanatomie bestudeert de inwendige, microscopische bouw en structuur van planten op het niveau van weefsels en cellen, hoewel dit laatste ook onder de celbiologie gerekend kan worden. Plantenanatomie wordt in de praktijk ook niet scherp afgescheiden van plantenmorfologie, de studie van de bouw op het niveau van organen en orgaanstelsels.
De beschrijvende plantkunde is de tak van de botanie die zich bezig houdt met terminologie ten behoeve van de botanische beschrijving van (de organen van) planten, varens, levermossen, mossen en hauwmossen). Beschrijvende plantkunde is een belangrijk onderdeel van de plantenmorfologie en -anatomie. De terminologie wordt gebruikt bij de beschrijving van planten.

## Dierlijke anatomie
De belangrijkste takken van dieranatomie (zoötomie) zijn de vergelijkende anatomie, de histologie en de menselijke anatomie.

### Dieren
De dierlijke anatomie kan de studie van de structuur van verschillende diergroepen omvatten, de vergelijkende anatomie of diermorfologie. Het kan ook tot slechts een enkel dier worden beperkt, de speciale anatomie.

### De mens
Andreas Vesalius wordt beschouwd als de grondlegger van de moderne menselijke anatomie.
Vanuit een utilitair standpunt is de studie van mensen de belangrijkste afdeling van speciale anatomie en deze menselijke anatomie kan vanuit verschillende standpunten worden benaderd. Dat van de biologie bestaat uit een nauwkeurige kennis van de vorm en functie, de positie, de grootte en de verhouding van de diverse structuren van het gezonde menselijke lichaam en aan dit is de beschrijvende of topografische menselijke anatomie. Kennis op dit terrein kan onder andere toegepast worden in de geneeskunde.

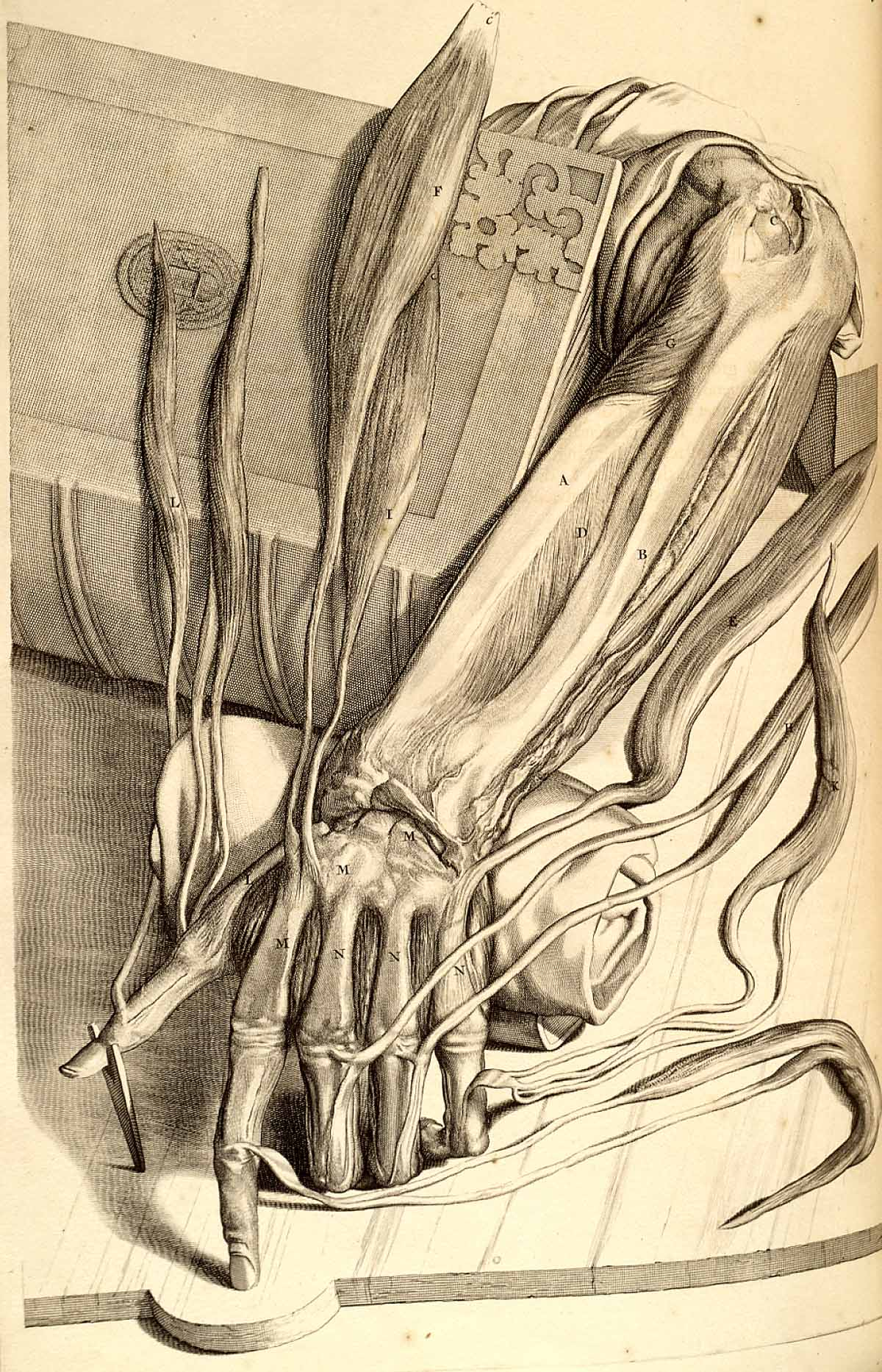
Gerard de Lairesse: Anatomische tekening van een linkerhand met pezen. Uit Govard Bidloo: Ontleding des menschelyken lichaams, Jacob van Poolsum, Utrecht, 1728 (herdruk van uitgave 1690).

De anatomie van menselijke lichaam is zo ingewikkeld dat slechts een klein aantal professionele menselijke anatomen, na jaren van geduldige observatie, volledig meester zijn van alle details. De meeste anatomen specialiseren zich op bepaalde delen, zoals de hersenen of de ingewanden. De topografische anatomie moet door herhaalde ontleding en inspectie van dode menselijke lichamen worden aangeleerd.
De pathologie, ook wel pathologische anatomie of ziekteanatomie genoemd, is de studie van zieke organen, terwijl secties van normale anatomie, die op diverse doeleinden worden toegepast, speciale namen hebben zoals medische, chirurgische en gynaecologische anatomie. De vergelijking van de anatomie van verschillende rassen van mensen maakt deel uit van de wetenschap van fysische antropologie of antropologische anatomie.